# Wnioskowanie
Wnioskowanie – jedna z najbardziej podstawowych odmian rozumowania obok sprawdzania, dowodzenia i wyjaśniania.
Wnioskować – za Kazimierzem Ajdukiewiczem – znaczy tyle co na podstawie uprzednio uznanych zdań (sądów) dochodzić do uznania nowego (dotąd nie uznawanego) zdania (sądu), lub wzmacniać pewność z jaką nowe zdanie uznajemy. Zdania uznawane, na podstawie których dochodzimy do uznania lub wzmocnienia pewności nowego zdania nazywane są przesłankami, zaś zdanie na ich podstawie uznane nazywane jest wnioskiem (konkluzją). Pomiędzy przesłankami a konkluzją nie musi zachodzić jakiś szczególny stosunek, a zwłaszcza jedno z nich nie musi być racją dla drugiego – wnioskowanie może być: (a) pewne albo prawdopodobne; (b) poprawne albo niepoprawne.
Można mówić o jego następujących odmianach:
1. o wnioskowaniu inferencyjnym, w którym oderwać można wniosek od przesłanek, jako o:
  1. dedukcyjnym, które przybiera postaci:
    1. wnioskowania z przesłanek ogólnych o wniosku szczegółowym (przykład: Wszyscy ludzie są śmiertelni, Sokrates jest człowiekiem, Sokrates jest śmiertelny)
    2. wnioskowania, w którym przesłanka jest racją dla wniosku, gdzie oderwać można wniosek od przesłanek (przykład: Jeśli będzie padało to pójdę do kina, pada, idę do kina);

  2. o wnioskowaniu indukcyjnym (enumeracyjnym lub eliminacyjnym) jako o wnioskowaniu ze szczegółu o ogóle (schemat: przedmiot x1 ma własność p, przedmiot x2 ma własność p, przedmiot x3 ma własność p, ..., przedmiot xn ma własność p, a zatem każde x jest p).
  3. wnioskowaniu redukcyjnym jako o wnioskowaniu ze szczegółu o szczególe – tzw. wnioskowanie przez analogię (schemat: przedmiot x1 ma własność p, przedmiot x2 ma własność p, przedmiot x3 ma własność p, ..., przedmiot xn ma własność p, a zatem przedmiot xn+1 też będzie miał własność p.)
  4. o wnioskowaniu redukcyjnym jako o wnioskowaniu z następstwa o racji; (przykład: Skoro jest mokro na jezdni i chodniku to pewnie padał deszcz)
2. o wnioskowaniu nieinferencyjnym, w którym nie stwierdza się związku pomiędzy przesłankami a konkluzją (przykład: Jeśli dziś jest wtorek, to życie jest piękne).

## Logika formalna
W logice formalnej rozważa się teorie, będące zbiorami zdań logicznych. Wprowadza się następnie reguły wnioskowania. Reguły są zapisywane za pomocą symbolu {\displaystyle {\frac {X_{1},X_{2},\dots }{Y}},} oznaczającego, iż jeśli do jakiejkolwiek teorii należą zdania {\displaystyle X_{1},X_{2},\dots ,} to należy do niej także {\displaystyle Y.} Przykładem może tutaj być reguła modus ponens:{\displaystyle {\frac {A,A\Rightarrow B}{B}}.}
Jeśli zdanie {\displaystyle B} daje się wywnioskować z pewnych zdań teorii {\displaystyle T,} zapisujemy to {\displaystyle T\vdash B.}